# Snårskogssångare
Snårskogssångare (Setophaga discolor) är en nordamerikansk fågel i familjen skogssångare inom ordningen tättingar.

## Kännetecken

### Utseende
Snårskogssångaren är en 11 centimeter lång skogssångare med olivgrön ovansida, gul strupe och buk samt svarta strimmor på flankerna som konstant vippar på stjärten. Hanen har roströda strimmor på ryggen, ett lysande gult ögonbrynsstreck och ett svart ögonstreck. Under ögat syns en gul halvmåne inramat av svart nertill. Honan är ostreckat olivfärgad ovan samt är blekare och mindre distinkt tecknad än hanen. Underarten paludicola är något större och har större vita fläckar på stjärten.

### Läte
Hanen sjunger två olika sångtyper som liknar varandra men skiljer sig subtilt åt i volym och hastighet. Den snabbare varianten är riktad till honan, medan den långsammare används för att hävda revir mot andra hanar. Den amerikanske ornitoligen Elliot Coues har beskrivit sången som "en mus som klagar på tandvärk".

## Utbredning och systematik
Snårskogssångaren delas upp i två underarter:
- Setophaga discolor discolor – sydöstra Kanada och östra USA
- Setophaga discolor paludicola – södra Florida

Arten övervintrar i Västindien.
En enda gång har arten påträffats i västpalearktis: 20 oktober 2012 på ön Corvo i Azorerna.

### Släktestillhörighet
Tidigare placerades den tillsammans med ett stort antal andra arter i släktet Dendroica. DNA-studier från 2010 visar dock att rödstjärtad skogssångare (Setophaga ruticilla) är en del av denna grupp. Eftersom Setophaga har prioritet före Dendroica inkluderas numera alla Dendroica-arter i Setophaga.

## Ekologi
Nominatformen häckar i torra och buskiga områden med spridda träd, som igenväxta fält eller fruktträdgårdar, plantage med unga tallar eller i öppen tallskog med kraftig undervegetation. Arten lever av insekter, spindlar och andra små ryggradslösa djur, Underarten paludicola bebor mangroveskogar och kan förutom insekter även inta nektar.

### Häckning
Fågeln häckar mellan maj och juli, och i södra delen av utbredningsområdet lägger den två kullar. Boet är en öppen skål gjord av växtfibrer och fodrad med fint gräs, fjädrar och mossa. Den placeras som högst tre meter upp i en buske eller ett träd.Däri lägger honan två till fem ägg som ruvas i 10,5-14,5 dagar Den boparasiteras ofta av brunhuvad kostare (Molothrus ater).

## Status och hot
Arten har ett stort utbredningsområde och en stor population, men tros minska i antal, dock inte tillräckligt kraftigt för att den ska betraktas som hotad. Internationella naturvårdsunionen IUCN kategoriserar därför arten som livskraftig (LC). Världspopulationen uppskattas till 3,6 miljoner vuxna individer.

## Namn
Fågeln kallades tidigare prärieskogssångare, en direktöversättning av det engelska Prairie Warbler. Ornitologen Alexander Wilson hittade fågeln i en naturtyp nära Bowling Green i Kentucky som på engelska kallas "barrens", ett mosaikartat landskap med prärieliknande gräsmarker blandat med kortväxta ekar och hickory på tunn, klippig jord. När Wilson gav fågeln dess engelska namn blandade han tydligen ihop denna miljö med äkta prärie. Den tilldelades 2024 ett mer informativt namn av BirdLife Sveriges taxonomikommitté.